# Les Bougon, c'est aussi ça la vie!
Pour les articles homonymes, voir Les Bougon.
Cet article concerne la version québécoise. Pour la version française, voir Les Bougon (série télévisée, 2008).
Les Bougon, c’est aussi ça la vie! ou Les Bougon est une série télévisée québécoise en 50 épisodes de 23 minutes, créée par François Avard et diffusée du 7 janvier 2004 au 1er mai 2006 à la Télévision de Radio-Canada.
La série est écrite par François Avard et Jean-François Mercier, produite par Fabienne Larouche et Michel Trudeau, et réalisée par Alain DesRochers. Elle a été adaptée en France par GMT et CALT, sous la direction créative de Sam Karmann.

## Synopsis
Paul Bougon, débardeur au port de Montréal, voulant dénoncer le trafic illicite et les magouilles sur son lieu de travail, reçoit un avertissement solide. Patrons et employés lui font comprendre qu'il ne devrait avoir rien vu. Paul Bougon décide alors qu'il ne verra plus jamais rien. Avec sa famille, il déjoue le système; les riches, les « crosseurs », les considérant comme pourris.

## Distribution

### Famille Bougon
- Rémy Girard : Paul Bougon
- Louison Danis : Rita Bougon
- Antoine Bertrand : Paul « Junior » Bougon
- Hélène Bourgeois Leclerc : Dolorès Bougon
- Rosalee Jacques : Mao Bougon
- Claude Laroche : Frédéric « Mononque » Bougon
- Pierre Ebert : Pépère Bougon (2004)

### Rôles secondaires
- Vincent Bilodeau : Chabot, policier
- André Lacoste : Beaudoin, proprio
- Gaston Lepage : Jean Bessette, beau-frère industriel
- Louise Bombardier : Aline Bessette, sœur de Rita
- Guylaine Guay : Nadia, caissière du restaurant de beignes, amie de Junior
- Julien Poulin : Caron, ami de Paul

## Personnages
Les personnages de la série sont les mêmes dans la version québécoise et dans la version française, à part quelques exceptions.
- Léo Bougon (Pépère) : le grand-père paralysé, il décédera dans la saison 2. Son urne funéraire reposera toujours sur le dessus du réfrigérateur depuis.
- Paul Bougon (Papa) : surnommé « le gros » par Rita, le patriarche, autrefois gardien dans le Port de Montréal. Il déteste les riches et le système québécois.
- Fred (Mononque) : Le frère de Paul, mouton noir de famille et mal-aimé de la société, rêvant d'un travail honnête (demi-frère dans la version française. Voir épisode 10).
- Rita (Maman, Tita) : La mère, fumeuse, très protectrice envers ses enfants, elle a une sœur mariée à un millionnaire qui subissent parfois les mauvais coups de la famille Bougon.
- Dolorès (Dodo) : alias « Dodo », la fille, prostituée. Un running gag de la série est de la voir sortir chaque matin de sa chambre avec un (ou plusieurs) partenaire différent.
- Paul Junior (ou Bébé Bougon en version française) : alias « Junior », le fils, voleur, il rêve de trouver l'amour et déteste qu'on se moque de son poids.
- Mao (ou Noa en version française) : Jeune chinoise adoptée, aide la famille à faire des arnaques et escroqueries, douée en informatique, elle est la plus brillante des Bougon.
- Ben Laden : Le chien adoré de Paul Bougon, celui-ci l'aimant parfois plus que sa propre famille.
- Beaudoin : Le propriétaire, il déteste énormément les Bougon car ceux-ci ne lui payent jamais le loyer.
- Chabot : Policier corrompu, propriétaire d'un pawn shop (boutique de prêteur sur gage), c'est un grand ami de la famille Bougon.
- Aline Bessette : Sœur de Rita, épouse d'un millionnaire, elle n'est pas très brillante et n'aime guère la famille de sa sœur.
- Jean Bessette : Époux d'Aline, millionnaire, il déteste Paul car celui-ci lui a emprunté 10 000 $ et ne les lui a jamais rendus.

## Épisodes

### Première saison (2004)
1. Petits plaisirs: Petite journée ordinaire pour les Bougon: Junior et Mao profitent de la fête des mères pour effectuer une razzia chez les disquaires et le père Bougon accueille un politicien en campagne électorale.
2. Bougon en poudre: Leur propriétaire annonce aux Bougon qu'il a obtenu la visite d'un inspecteur de la Régie du logement. Les Bougon se retrouveront-ils à la rue ?
3. Garderie à peu de piasses: Un employé du gouvernement s'annonce pour inspecter la garderie des Bougon. Si la garderie, jusque-là, était bidon, les ennuis, eux, sont maintenant bien réels.
4. Citoyen du monde: La mère Bougon nationalise des immigrants et Mononque obtient un véritable boulot dans une poissonnerie.
5. Bougon vulnérables: Junior est en amour, mais les amours de ce gros sentimental ne sont jamais faciles. Quant à Pépère, il est sale. À qui reviendra la tâche de le laver?
6. D’la grand vésite: On annonce l'augmentation des taxes sur le tabac. C'est l'occasion pour les Bougon d'aller naviguer sur le lac St-Louis, entre Kahnawake et la chic résidence du richissime beau-frère Bessette.
7. Steak & poulette: Un producteur aux intentions malicieuses veut faire de Dolorès une vedette de variété pour enfants. De son côté, Junior réalise qu'il est gros.
8. Apparences trompeuses: Maman prépare des produits alimentaires « maison » pour une boutique d'alimentation naturelle tandis que Mononque essaye d'obtenir un emploi dans une chaîne de restauration rapide.
9. À différentes vitesses: Le père Bougon souffre. Pendant qu'il est soigné à toutes les vitesses, Junior et Mononque font un peu de récupération...
10. Crapuleux destin: La DPJ sauve Mao des griffes des Bougon. Pendant que Junior et Mononque partent à la recherche des responsables, on s'organise pour que Rita ne se rende compte de rien.
11. ÉSO 9002: Les Bougon donnent leur pleine mesure à l'occasion de l'annuel salon de l'ésotérisme.
12. Joyeux Noël: Les Bougon adaptent leur mode de vie aux mœurs du temps des Fêtes. Junior, lui, met tout en œuvre pour ne pas passer Noël seul.
13. Justice pour tous: Catastrophe: Junior est arrêté. Pendant que le père Bougon met tout en œuvre pour sortir son fils de prison, Mononque s'initie à la dure réalité du métier de fonctionnaire.

### Deuxième saison (2005)
1. Communautaire : Junior subit son procès pour vol de voiture. La cour, dans sa mansuétude, le condamne à des travaux communautaires. Il donnera de son temps dans une maison d'hébergement de "débiles", tout en s'attachant à eux à la manière des Bougon. Pendant ce temps, le bon M. Gagnon, le défenseur du pauvre monde, visite les Bougon avec une équipe de la télévision. Morale de l'histoire: soyez rassurés, nos pauvres sont ben tranquilles.
2. Naturo-Petit : Dolorès et Maman se lancent dans la naturopathie tandis que Mononque devient un héros canadien...
3. Hydropo : Dolorès, avec l'aide de Junior et Mononque, se lance dans la culture hydroponique "thérapeutique".
4. Pyramide : Papa et la famille se lancent en affaires pyramidales... Mononque s'implique dans le scoutisme.
5. Un futur souvenir : Papa se met en tête de faire rencontrer Véro à Junior, qui est déprimé... Mao fait le commerce des totons de Dolorès... Maman et Dodo se plaignent de produits pour obtenir des échantillons...
6. Univers parallèle : Dodo est retenue dans une secte. Papa et Maman tentent de l'en faire sortir.
7. Séduisance : Mononque magazine pour s'acheter une auto et maman se fait faire un makeover
8. Retour à l'école : Junior retourne à l'école... Maman vole des tondeuses à gazon en profitant du machisme des quincaillers.
9. Au travail : Les bougons sont contrôlés par l'aide sociale et doivent réintégrer le marché du travail.
10. Placer Pépère : Pépère est trop malade, on lui cherche un foyer.
11. Deuil national : Arrangements funéraires de pépère. Dodo et Mao vont chercher la sœur de Paul et Fred, Louisette.
12. Coffre et drogue : Dodo s'enfonce dans la drogue... Junior et Mao veulent ouvrir un coffre-fort.
13. Désintox : Dolorès est en cure de désintoxication et thérapie fermée. Junior et Maman arnaquent les propriétaires de chiens jusqu'à ce qu'une fille arnaque le cœur de Junior.
14. Bed & Breakfast : Les Bougon transforment leur appartement en bed and breakfast. Dodo suit des cours de moto.
15. Contracteurs: Papa et Maman se font passer pour des contracteurs. Junior envisage de fabriquer de la fausse monnaie.
16. Temps moderne : Mononque se fait engager par le beau-frère Bessette. Junior tombe en amour et Papa et Maman luttent contre la canicule.
17. Concurrence : Alors qu'on se lance dans le lucratif commerce de l'eau, Junior tente sa chance dans la lutte.
18. Vie de rêve : Mononque travaille pour la voirie municipale... Junior va visiter les beaux-parents.
19. Chien et chat : Le couple Papa et Maman traverse une passe difficile... tandis que Junior vit les pires moments de sa vie. Rien de moins.
20. Bénévolat : Mononque s'en va faire du bénévolat pendant que Papa amène Ben Laden chez le vétérinaire.
21. Petites morts : La famille est invitée dans un surprise party pour le 35e anniversaire de mariage d'Aline et Jean Bessette. Les Bougon côtoient le grand monde... Mononque traverse une passe suicidaire. Heureusement, il est aussi compétent à se suicider qu'à exister...
22. Plus pourris que jamais : Après une tentative dans le pétrole, les Bougon se lancent dans les productions télévisuelles.
23. TV: Toute la famille œuvre à la production de l'émission de télévision.
24. Tout ça pour ça : Pour regagner sa blonde, Junior risque gros... Papa et Maman vont dans les Laurentides... et Mononque révèle tout.

### Troisième saison (2006)
1. Le beau risque : Maman considère que les Bougon sont allés trop loin et qu’ils doivent rembarquer dans le système. Malgré l’opposition de Papa, tous se résignent et se trouvent un boulot, ou presque, Mononque étant le seul à ne pas y parvenir. Bien sûr, ce moment honnête sera un fiasco.
2. Préretraite : Avec l’argent amassé depuis longtemps, la famille décide d’en profiter un peu. Ils achètent une maison dans un quartier huppé et leurs voisins capotent. De son côté, Mononque devient vendeur de meubles dans un magasin où les employés préparent la syndicalisation. Déchiré entre le patron et le syndicat, choisira-t-il le bon camp?
3. Bougon en gros : Beaudoin place une pancarte «À vendre» devant sa maison et vient même négocier un pourcentage du prix de vente avec les Bougon s’ils se montrent de bons locataires. Lorsque le duplex est sur le point de se vendre, les Bougon réalisent que les nouveaux acheteurs envisagent de les évincer. Un inspecteur en bâtiment saura décourager les acheteurs.
4. Banco! : Mononque se trouve un emploi dans une banque. Rapidement, il réalise ne pas y trouver son compte. Papa, Junior et Mao donnent dans l’extermination de vermine en jouant sur la peur des petites madames.
5. Surprise! : Dodo découvre qu’elle est enceinte et songe à l’avortement, mais Maman s’en mêle. Et voilà que Ben Laden est alcoolique.
6. Porc d'armes : Tandis que Mononque s’enrôle dans l’armée, Mao vend des cochonnets avec Caron, maintenant propriétaire d’une méga porcherie. Ils vendent leurs cochons nains sur le Plateau Mont-Royal parce que tout le monde mange bio. Les cochons pas nains du tout, que Caron ira récupérer lorsqu’ils seront devenus trop gros, seront donc certifiés bio. Voilà comment on fait engraisser ses cochons par d’autres pour ensuite leur revendre plus cher en jambon bio!
7. L’exil : Mononque part de la maison et se retrouve dans un immeuble rempli de gens comme lui, et pire encore. À la maison, Maman arrête de fumer pour son bien et celui de la grossesse de Dolorès qui, de son côté, publie un roman qu’elle a écrit en cachette. Sous le titre «Plote», son œuvre devient un grand succès.
8. Le bruit des papillons : Mononque travaille dans les transports en commun et vit mal son déménagement. Dodo est découverte par un client qui fait de la télé communautaire. Il lui propose une chronique sexualité dans son magazine télé. Dodo fait fureur avec sa façon si personnelle d’aborder le sujet. Papa donne un coup de main à Chabot pour qu’il fasse son quota mensuel de contraventions.
9. Le poussin ou la poule : Mononque se fait une blonde par le réseau Contact. Il sera transfiguré par l’amour! Mao invite Papa à faire un exposé oral dans sa classe sur le thème "Mon idole". Papa vit la désillusion de l’enseignement moderne et de notre belle jeunesse.
10. Jack Assurance : Les Bougon se sont fait cambrioler. Devant le refus de payer des assureurs, Papa décide de lancer les Bougon dans l’aventure des assurances. Junior se filme en moult expériences "jackassiennes" afin de devenir millionnaire et avoir plein de filles.
11. Arts et laites : Dodo, devenue Madame sexualité au Québec, suit des cours d’étiquette. Lors d’une première théâtrale, elle découvre l’hypocrisie de ce milieu. Maman reçoit ses amies de femmes pour remplir des formulaires afin que Dodo gagne un prix littéraire. Elle découvre la jalousie de son milieu. Mononque veille sur l’éducation de Mao qui va étudier chez lui en cachette. Malgré les fréquentes visites de Mao, son moral baisse de jour en jour.
12. La passion : De petites interventions en gros méfaits, Papa Bougon devient un véritable parrain du quartier. Jusqu’à être dénoncé. Il subit alors un procès qui s’avère une véritable commission Bougonery.
13. Le paradis : Papa découvre les hauts et les bas du milieu carcéral qu’on dit «paradisiaque». Maman s’ennuie de son gros. Dodo accouche entourée de sa famille. C’est la fin du monde tel qu’on le connaît aujourd’hui.

## Adaptation française
La série a été adaptée en France et a débuté le 13 octobre 2008 sur M6. L’adaptation française est aussi présentée au Québec à la Télévision de Radio-Canada à partir du 16 décembre 2008.

### Polémique en France
Une soixantaine de personnes portant le nom Bougon ont porté plainte contre M6 afin d'empêcher la diffusion des premiers épisodes. Le tribunal de grande instance de Nanterre a cependant déclaré la plainte de l’« Association pour la défense du patronyme Bougon » irrecevable.

## Adaptation cinématographique
Une suite au cinéma a été produite, sortie le 16 décembre 2016. Intitulé Votez Bougon, ce film met en vedette les personnages principaux de la série alors que le père de la famille, Paul Bougon, décide de se lancer en politique. Il est réalisé par Jean-François Pouliot et co-scénarisé par François Avard, Jean-François Mercier et Louis Morissette.
En France, un film traitant de la vie d'une famille d'assistés sociaux devenus millionaires, (Les Tuche), pourrait laisser croire à une inspiration de la série des Bougon ou du film sur les Lavigueur, famille québécoise ayant gagné au loto et ayant tout dépensé rapidement.

## Commentaires
Cette série a connu un très grand succès auprès de la population québécoise, réunissant à chaque épisode des millions d’auditeurs. La série a pratiquement provoqué un débat de société, notamment en raison de la caricature des bénéficiaires de l’aide sociale qui y est présentée. On peut cependant présumer, à l’écoute de la série, que l’auteur ne cherchait pas tant à dénigrer les assistés sociaux qu’à montrer que la fraude et la manipulation sont généralisées en société, les Bougon ne faisant que combattre le feu par le feu.